# Nevěsta z Abydu
Nevěsta z Abydu (1813, The Bride of Abydos) je romantická lyricko-epická poema (byronská povídka) anglického básníka lorda Georga Gordona Byrona, jejímž námětem je tragický milostný vztah mezi údajnými nevlastními sourozenci. Jde o druhou z řady Byronových orientálních poem (tzv. Turkish Tales, tj. tureckých povídek).

## Vznik a charakteristika poemy
Byron napsal poemu v první polovině listopadu roku 1813. Podle vlastního vyjádření v deníku, resp. v dopise příteli, vznikla báseň během čtyř dnů, resp. během týdne, a byla napsána z komerčních důvodů (for the sake of employment). Přesto se Byron k poemě několikrát vrátil a provedl v ní drobné revize. Záměr přepracovat poemu tak, aby šlo o milostný vztah mezi skutečnými nevlastními sourozenci (jako mezi autorem a Augustou Leighovou) nebyl ale nikdy realizován.
Převážná část poemy je napsána v oktosylabických dvojverších. Protože ale Byron prováděl v poemě jazykové experimenty, objevují se v ní různá další schémata rýmů a metra, například hrdinská dvojverší nebo anapesty. Postavy jsou naopak charakterizovány jednoduše. Paša Giaffir je ztělesněním smrti a ničení, zatímco jeho dcera Zulejka představuje lásku. Její domnělý bratr Selim vystupuje nejprve pouze jako její milenec, ale když zjistí od Haruna, eunucha a strážce harému, kdo opravdu je, touží především po pomstě, které je schopen obětovat i svou lásku. Láska mezi Selimem a Zulejkou má dlouho charakter incestu, který si Byron dovoluje zobrazovat se znalostí divokých vášní Orientu a daleko od britského cítění.

## Obsah poemy
Poema je rozdělena do dvou zpěvů a uvedena citátem z básně Roberta Burnse Farewell to Nancy:
„Kdybysme se nebývali
„Tak nesmírně milovali,
„Nerozvážně tak - a byli
„Nesešli se, neloučili:
„Pak by hoře nebylo
„Naše srdce zhubilo."

### První zpěv

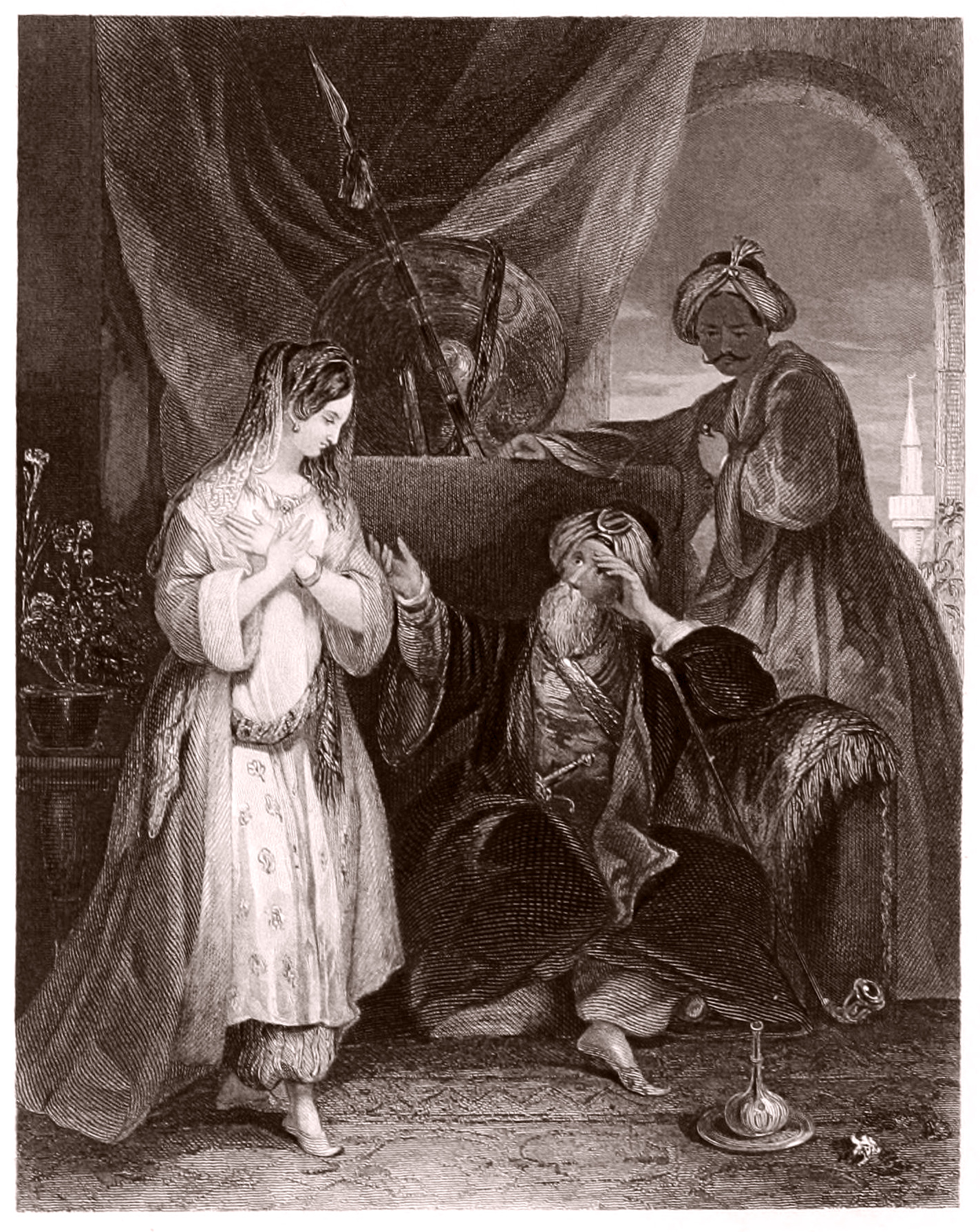
Zulejka, Giaffir a Harun, ilustrace neznámého autora z roku 1871

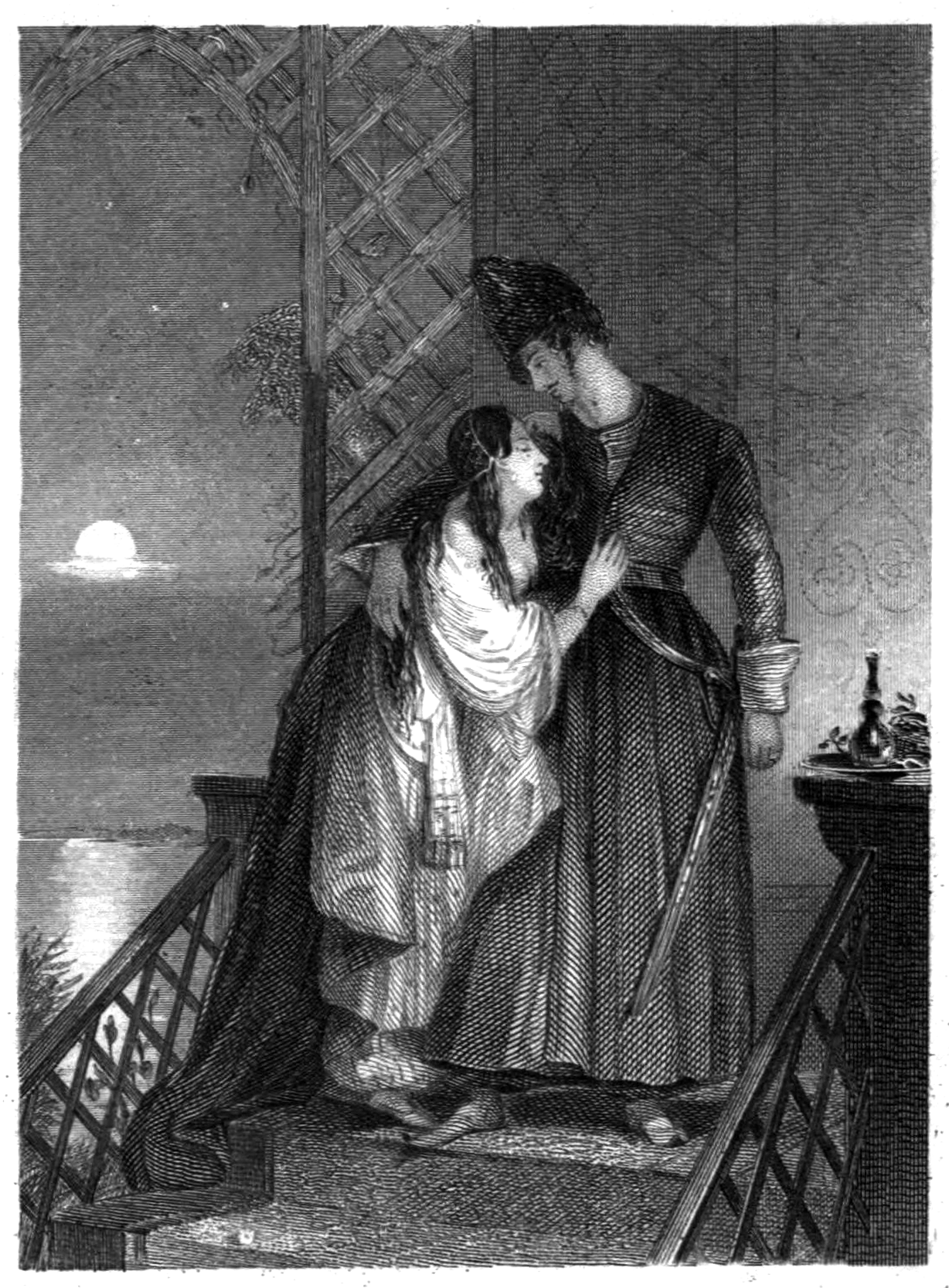
Selim a Zulejka, ilustrace neznámého autora z roku 1845

Začátek prvního zpěvu, verš „Znáš-li ten kraj" („Know ye the land") připomíná slavnou píseň Znáš onu zem? (Kennst du das Land?) z Goethova románu Viléma Meistera léta učednická. V tomto úvodu jsou krátce popsány východní orientální země, „kde všecko tak božské krom ducha lidského".
Vlastní příběh začíná tím, že Selim, údajný syn starého paši Giaffira, se pašovi přiznává, že miluje svou nevlastní sestru Zulejku. Paša se rozzuří a zasype Selima urážkami, že je syn nevěřící otrokyně, že mu chybí mužnost, že se nechová jako muslimský válečník, ale jako baba, že se má místo meče chopit přeslice a zakazuje mu styk se Zulejkou. Je zřejmé, že se oba nenávidí.
„Němý jak hrob tu Selim stál, ni slůvko
K Giaffira aspoň sluchu nevzniklo, 
Ač každý divý zhled a každé slovo 
Hloub než křesťanský meč ho proniklo."
Správce harému, eunuch Harun, přivádí Zulejku, krásnou pašovu dceru. Giaffir dceru miluje, ale přesto jí oznámí, že bude provdána za starého Osmana, ve spojenectví s nímž se Giaffir nemusí bát samotného sultána. Zulejka se skloněnou hlavou neprotestuje, ačkoliv je do Selima bláznivě zamilovaná.
Zulejka přichází za Selimem a marně se jej snaží rozveselit. Pak mu slibuje, že bez jeho souhlasu se za žádného jiného muže neprovdá. Tento slib vyvolá u Selima výlev citů. Nemá v úmyslu otce poslechnout a vyhrožuje, že se mu pomstí. Zulejka je překvapená změnou, která v něm nastala, zvláště když jí Selim řekne, že není takový, jaký se jí zdá. Pak jí oznámí, že má od Haruna, kterého si platí, klíč od harému, kde Zulejka přebývá, a slibuje jí, že spolu v noci uprchnou.

### Druhý zpěv
Druhý zpěv začíná charakteristikou Hellespontu mezi městy Abydos a Sestos, který Byron po vzoru antického Leandra také přeplaval. 
V jeskyni na pobřeží se odehrává schůzka Zulejky a Selima. Selim je oblečen jako pirát a oznámí Zulejce, že není její bratr. Ve skutečnosti je synem Giaffirova bratra Abdalla, kterého Giaffir nechal otrávit. Selima ušetřil na prosbu Haruna, dřívějšího Abdallahova služebníka, od kterého se pak Selim dozvěděl pravdu o svém původu.
Aby se pomstil, stal se Selim pirátem a shromáždil skupinu bojovníků, kteří mu mají pomoci se Giaffirovi pomstít. Nyní je rozhodnut se Zulejkou prchnout a čeká na loďku svých mužů, která je má odvézt. 
Vyděšená Zulejka mlčí, a než mu stačí odpovědět, je jejich schůzka náhle přerušena příchodem ozbrojenců pod vedením Giaffira. Selim odmítá prchnout a chce bojovat v naději na brzký příjezd svých mužů, kteří se plaví na loďce k jeskyni. Zulejka se mu v tom marně snaží zabránit. Následuje boj, ve kterém se Selimovi téměř podaří nastoupit do loďky, ale Giaffir jej zblízka střelí a vlny Selimovo mrtvé tělo odnesou. Zulejka umírá zoufalstvím, Giaffir marně naříká pro svou dceru a je nucen dožít zbytek života v samotě. Na Zulejčině hrobě vyroste nevadnoucí růže a v noci se zde ozývá tajemný truchlivý zpěv (patrně zpěv ptáka, ve kterého se proměnila Zulejčina duše).
„To její cypřiše posvátná vůně
„Rodí ta slova toužená;
„V jejího panenského hrobu lůně
„Je bledá růže zrozená."

## Adaptace

### Divadlo
- William Dimond: The Bride of Abydos (1818, Nevěsta z Abydu), tragédie o třech jednáních.[11]
- Henry James Byron: The Bride of Abydos, or The Prince, the Pirate and the Pearl (1858),  An original oriental, burlesque extravaganza.[12]

### Hudba

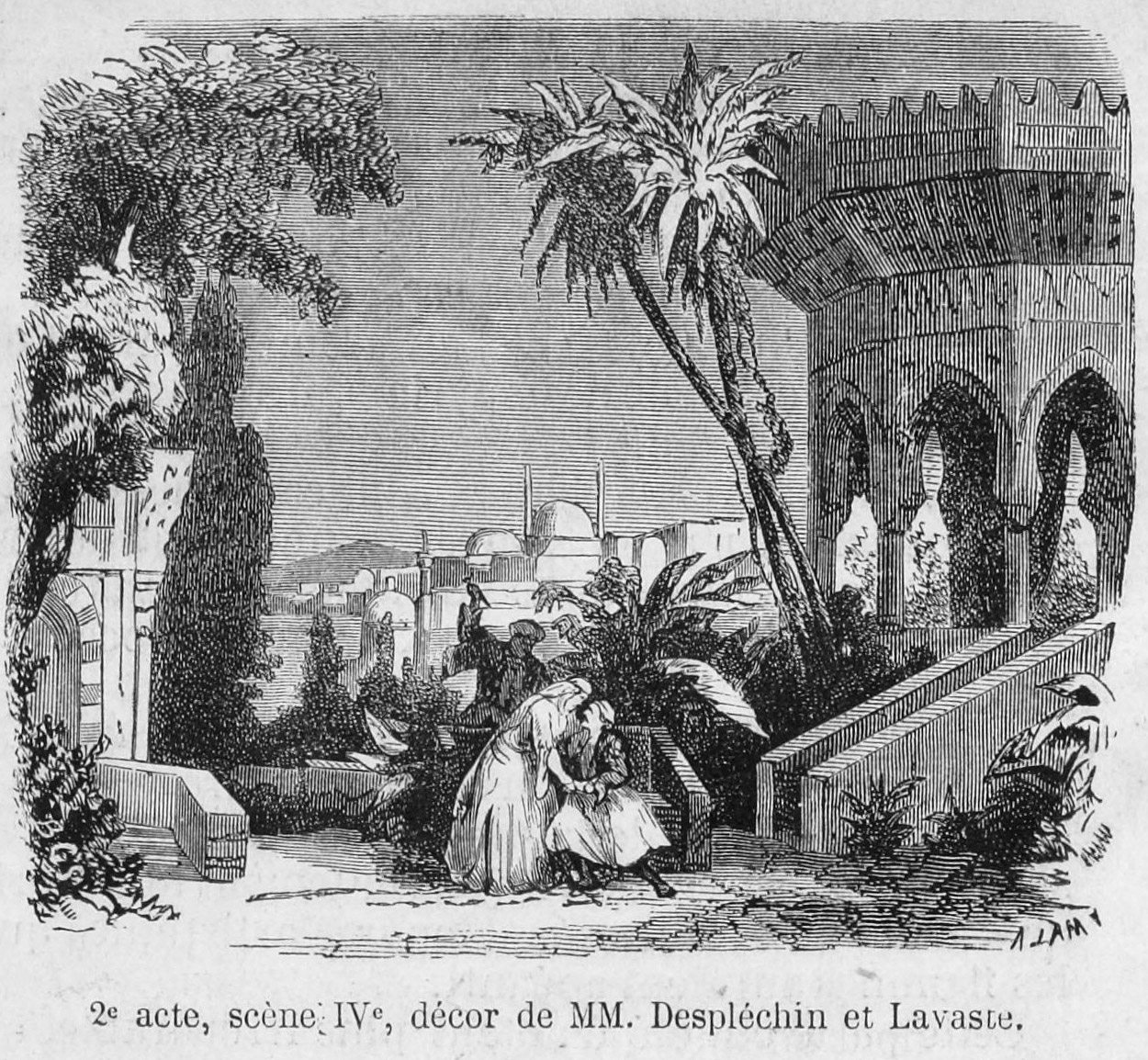
Scéna z opery Adriena Bartha

- Adrien Barthe: La Fiancée d'Abydos (1865, Nevěsta z Abydu), opera francouzského skladatele, libreto Jules Adenis.[13]
- Paul Henri Lebrun: La Fiancée d'Abydos (1896, Nevěsta z Abydu), opera belgického skladatele, libreto Armand Piters.[14]

### Výtvarné umění
Poema inspirovala francouzského malíře Eugèna Delacroixe natolik, že na její téma namaloval čtyři obrazy pojmenované La fiancée d'Abydos (Nevěsta z Abydu), někdy také nazývané Selim et Zuleïka (Selim a Zulejka). Námětem obrazů je chvíle, kdy se Zulejka v jeskyni na pobřeží snaží Selimovi zabránit v boji. První obraz vzniklý v druhé čtvrtině 19. století je uložen v Louvru v Paříži, druhý z let 1849-1850 v Musée des Beaux-Arts v Lyonu, třetí vzniklý v tom samém období ve Fitzwilliamově muzeu v Cambridgi a čtvrtý z roku 1857 v Kimbellově muzeu umění (Kimbell Art Museum) ve Fort Worth v Texasu.

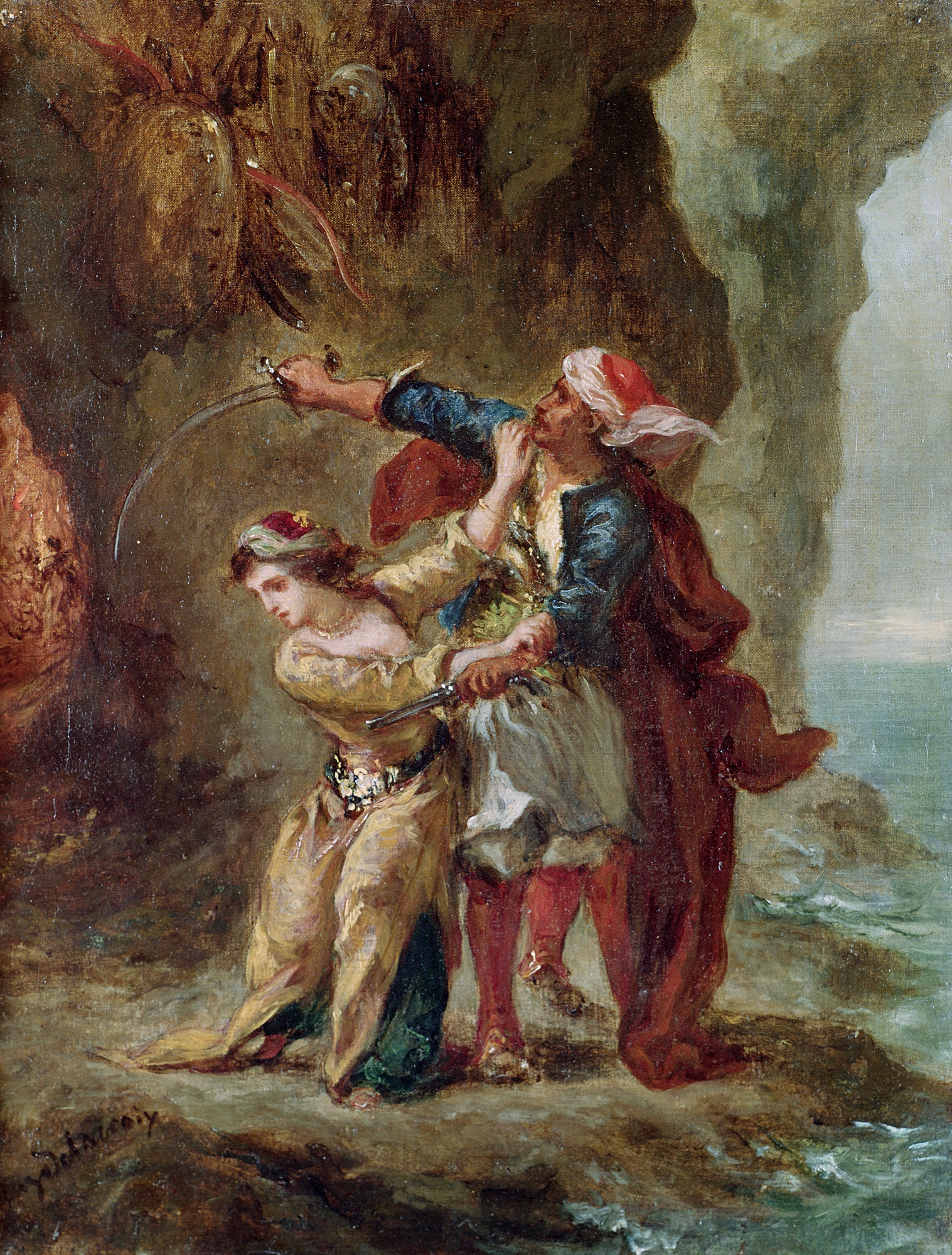
La fiancée d'Abydos (Louvre)
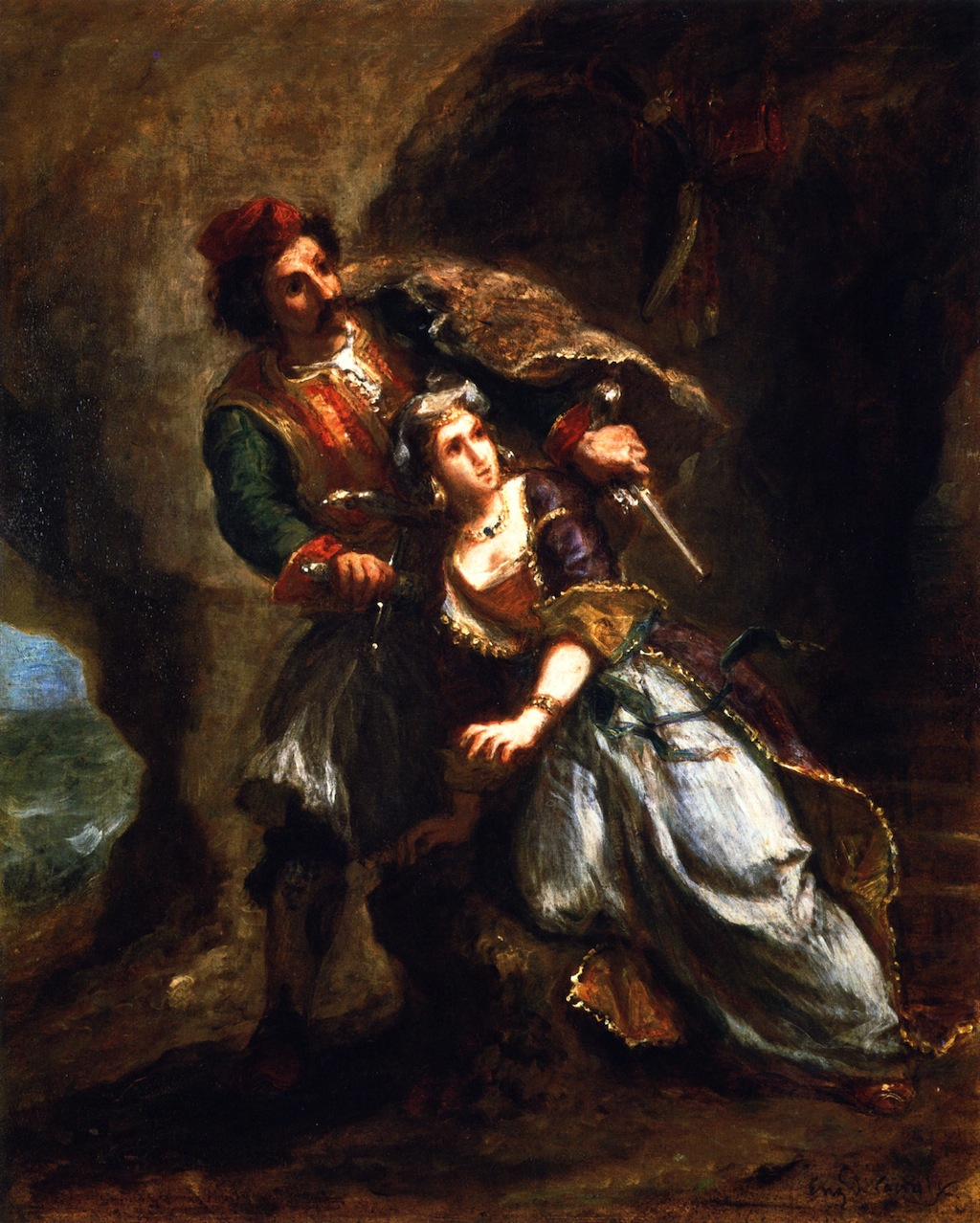
La fiancée d'Abydos (Lyon)
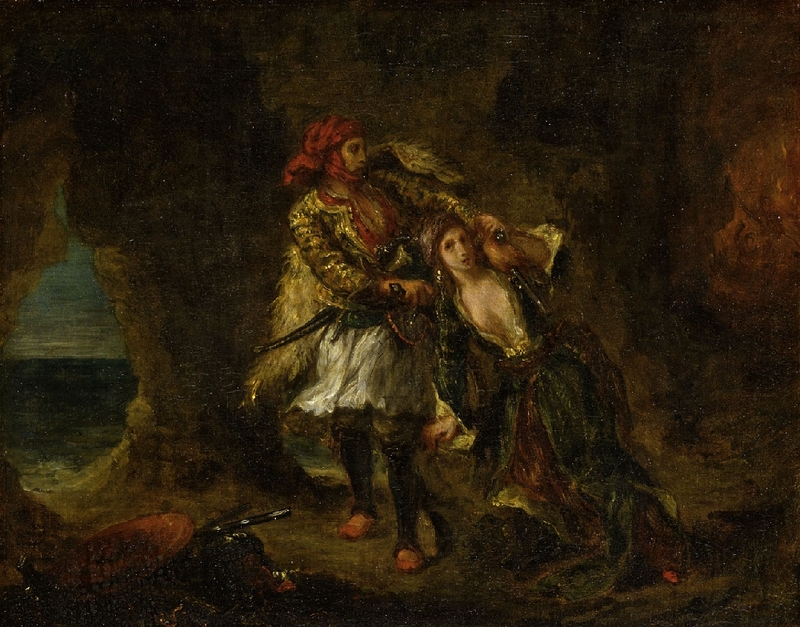
La fiancée d'Abydos (Cambridge)
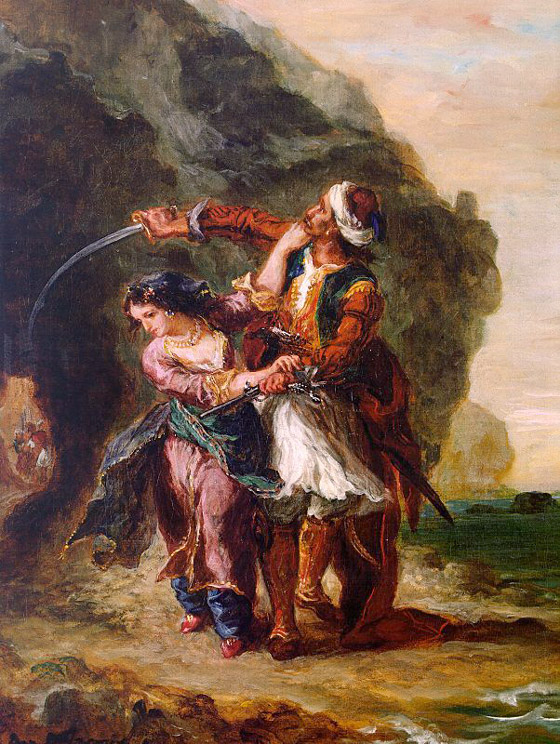
La fiancée d'Abydos (Fort Worth)

## Česká vydání
- Nevěsta z Abydu: pověst turecká, Praha: Tisk a náklad Jaroslava Pospíšila 1854, překlad Josef Václav Frič. Jde o první úplný překlad většího Byronova díla v českém jazyce.[2]